# نورمان بيكر
نورمان بيكر (17 فبراير 1923 في كندا - 23 أبريل 1989 في كندا) هو لاعب كرة سلة كندي في مركز هجوم خلفي.

## وصلات خارجية
- نورمان بيكر على موقع إن بي أي (الإنجليزية)
- نورمان بيكر على موقع سبورتس رفرنس (الإنجليزية)
- نورمان بيكر على موقع ريلجم (الإنجليزية)
- نورمان بيكر على موقع بروبوليرز (الإنجليزية)
- نورمان بيكر على موقع قاعة كولومبيا البريطانية للمشاهير الرياضية (الإنجليزية)
- نورمان بيكر على موقع قاعة كندا للمشاهير الرياضية (الإنجليزية)